# Baby! Koi ni Knock Out!
Singles de Petit Moni
Seishun Jidai 1.2.3!
(2000) Pittari Shitai X'mas!
(2001)
Singles par Morning Musume
Renai Revolution 21
(2000) The Peace!
(2001)
 Baby! Koi ni Knock Out!  (BABY! 恋にKNOCK OUT!) est le 3e single du groupe féminin de J-pop Petit Moni, sous-groupe de Morning Musume, sorti en 2001.

## Présentation
Le single sort le 28 février 2001 au Japon sous le label zetima, écrit et produit par Tsunku. Il atteint la 1re place du classement de l'Oricon, et reste classé pendant 8 semaines, pour un total de 429 270 exemplaires vendus, dans la foulée du succès des précédents singles du groupe : Chokotto Love et Seishun Jidai 1.2.3! (...). Une première édition du single inclut un livret de huit pages en supplément.
La chanson-titre figurera sur les compilations Together! -Tanpopo, Petit, Mini, Yūko- de 2001, Zenbu! Petit Moni de 2002 (ainsi que la chanson en "face B" Waltz! Ahiru ga Sanba), et Tanpopo / Petit Moni Mega Best de 2008.

## Membres
- Kei Yasuda
- Maki Goto
- Hitomi Yoshizawa

## Liste des titres
CD
1. Baby! Koi ni Knock Out! (BABY! 恋にKNOCK OUT!?)
2. Waltz! Ahiru ga Sanba (3ba) (ワルツ!アヒルが3羽?)
3. Baby! Koi ni Knock Out! (Instrumental) (BABY! 恋にKNOCK OUT!...?)